# Ophiomyxa vivipara
Ophiomyxa vivipara is een slangster uit de familie Ophiomyxidae.
De wetenschappelijke naam van de soort werd in 1876 gepubliceerd door Théophile Rudolphe Studer.